# Arctostaphylos pilosula
Arctostaphylos pilosula är en ljungväxtart som beskrevs av Jepson och Wiesl. Arctostaphylos pilosula ingår i släktet mjölonsläktet, och familjen ljungväxter. Inga underarter finns listade i Catalogue of Life.